# Jamsillaru (metropolitana di Seul)
Jamsillaru (잠실나루역 - 蠶室나루, Jamsillaru-yeok ) è una stazione della metropolitana di Seul servita dalla linea 2 della metropolitana di Seul. La stazione si trova nel quartiere di Songpa-gu, nel centro di Seul.

## Linee
Seoul Metro
● Linea 2 (Codice: 215)

## Struttura
La stazione è realizzata su viadotto, e ciascun binario è dotato di porte di banchina a protezione dei treni. Sono presenti tre aree tornelli, di cui due collegate a un mezzanino che permette l'accesso a entrambe le direzioni di marcia, e una riservata all'accesso al parco del fiume Han.
| Circ. interna | ● Linea 2 | per Jamsil, Sports Complex, Seolleung e Gangnam     |
| Circ. esterna | ● Linea 2 | per Geondae-ipku, Seongsu, Wangsimni e Euljiro 3-ga |

## Stazioni adiacenti
| «         | Servizio | »       |
| Linea 2   | Linea 2  | Linea 2 |
| --------- | -------- | ------- |
| Gangbyeon | -        | Jamsil  |